# Завуч
За́вуч — заведующий учебной частью, заместитель директора среднего и средне-специального учебного заведения по учебной работе.
Должности завучей:
- Завуч по учебной работе (УР) — (начальник «Учебной части»), (Составляет расписание, занимается внутришкольным контролем, ведёт учёт посещаемости и успеваемости, первый заместитель директора).
- Завуч по учебно-воспитательной работе (УВР) — (Составляет расписание, занимается методической работой, внутришкольным контролем, воспитанием учеников и сотрудников).
- Завуч по ИКТ (Составляет расписание при помощи ПК, контролирует учеников на уроках информатики, консультирует сотрудников по вопросам ПК).
- Завуч по научно-методической работе («завуч-методист», УМР) (Планирует и контролирует научную работу учащихся).
- В профессиональных училищах, колледжах и техникумах существует должность завуча по учебно-производственной работе (УПР), который организует и контролирует профессиональное обучение и практики учащихся.

При необходимости должности могут быть разделены (отдельно научная и методическая, учебная и воспитательная работа) или объединены (например, единственный заместитель директора в небольшой школе).
В отличие от директора, завуч руководит только учебной или воспитательной работой, но может исполнять обязанности директора в случае болезни или отпуска последнего. Завуч также может вести уроки, например математику или краеведение.
Работа завуча регулируется должностной инструкцией, уставом школы, законом РФ «Об образовании».
Помимо завуча также есть завхоз.